# 野溝さやか
野溝 さやか（のみぞ さやか、本名同じ、1987年9月12日 - ）は、日本の演出家、劇作家、タレント、アイドル。ユニット「進化する究極プロジェクト(旧劇団☆End-Up-Roll)」主宰。日本演出者協会正会員。
主な趣味はぬいぐるみ集め、タロット占い、読書。得意な科目は英文学。特技は舞台演出、剣道（初段）、板金加工。好きな香水は、CalvinKlein「ETERNITY」。
在学中、外出時はロリータファッションを身につけていた。好きなブランドは、metamorphose temps de file。
SOPHIA（特に松岡充）の熱狂的ファンでもある。

## 経歴、人物
1987年生まれ。幼少期を大阪市生野区で過ごした後、両親の仕事の都合で長野県へ移住。物心付く頃は既に長野県在住だったため、プロフィール等には「長野県出身」と書いている。
小学生時代より演劇に興味を持ち、当初は女優として参加していたが、「日本演出者協会WS横山由和クラス」で、演技よりも演出に重点を置いて勉強したことがあり、やがて演出家としての活動が主体となる。
高校時代は「伝説の演劇部」主宰として活躍し、卒業後上京すると高校演劇部の仲間とともに「劇団☆End-Up-Roll」を興す。2007年11月に諸般の事情により解散するまで2作品を公演し、高い評価を得た。以後男優の千島芳彦のみを専属とする、ソロ・プロデュース・演劇ユニット「進化する究極プロジェクト」を主な活動としている。
専門校、通信制高校等に通学し、紆余曲折を経て青山学院大学へ進学し、2012年3月に卒業。
2008年第41回スタークリエイトオーディション1stステージをトップで通過、3rd&Specialステージへと進む。投票により2008年12月モバイル版、2009年4月PC版でそれぞれカバーガールに、2009年11月にピックアップガールに選ばれている。
種々の芸能活動も行っているが、事務所契約の意思はなく、また演出家であるため舞台へ出る予定もないという。
2008年12月より、日本演出者協会へ正会員として正式加盟した。
2012年3月以降は演出活動を休止、後続育成とプライベートに専念するとしていたが、2013年8月に演出活動を復活した。
2014年1月より、「非戦を選ぶ演劇人の会」に入会、「昭和末期生まれの社会派」として活動する。

## 主宰団体「進化する究極プロジェクト」
「劇団☆End-Up-Roll」を発展的に解消して旗揚した、演劇的パフォーミング・アーツユニット。プロデュース・ユニットとして専属の俳優と、外部及びフリーの実力派俳優とのコラボレーションにて活動する。渋谷を拠点とする。
「進化する究極プロジェクト」とは、ユニットの原形となった劇団の名前である造語「End-Up-Roll」の野溝的和訳で、自分達はもちろん、古今東西の全ての芸術や思想が究極を越えて進化するという意味合いを持たせている。
劇団からユニットへの完全移行への背景として、「独自の技法を生かした芝居」を旨とする若手演出家のほとんどが固定の役者を持たない「ユニット」たることに感化されたこと、常に新しい才能を見いだせる可能性があること、現場の意識が高まること等、その特性に劇団以上の良さを見いだしたことを挙げている。
作品制作の独自の技法として、劇団で使っていた技法の一つである「演劇的パフォーミング・アーツ」を謳っている。詩的な韻律や形式を持った台詞と、同じテーマに合わせた振り付け風の動作を別々に考え、双方を組み合わせることによって、人間の持つ葛藤を野溝自身なりのイメージで表現する。

## 劇団より輩出した人物
- 千島芳彦　
高校演劇部を経て、劇団☆End-UP-Roll立ち上げより現在まで所属する、専属の男優。
- 城下知子
千島と同様、高校演劇部を経て劇団☆End-UP-Rollに所属した女優。一時期「＠失礼します」「デジドルネット」等でアイドルタレントにもなるが、2007年5月を以て全ての芸能活動を止め、退団。
- 御影明日香
劇団時代に所属。作品には参加せず、グラビアアイドルをしていた。劇団解散後「みかげももか」に改名、現在もグラビアタレントとして活動している。

## 演出上演作品
劇団☆End-UP-Roll時代
- 「狂気の恋〜Original ver.&Redirected ver.〜」 2006年9月1〜3日 江古田ストアハウス
- 「加害少女の記録」 2007年3月16〜18日pit北／区域

進化する究極プロジェクト時代
- 「闇中問答」
  - 2007年11月23〜25日　渋谷UP LINK FACTORY「ワイワイ・ガヤガヤ展」Vol.5出品　池袋 BEMSTAR
  - 2008年2月10〜11日　渋谷UP LINK FACTORY「ワイワイ・ガヤガヤ展」Vol.6出品
  - 2008年10月27日　みなとみらいテント劇場「第2回横浜フリンジフェスティバル」出品
- 「-20-TWENTY FROM AKIHABARA MURDER CASE」
  - 2008年11月9日　東京ビッグサイト「デザイン・フェスタVol.28」 ショースペース　ミニシアタースペース 出品
  - 2008年12月26日　難波ディグダグ暴年会(野中ひゆとのコラボイベント)　出品
- ミュージカル「キレイナモノサガシ」
  - 2009年4月16〜19日　調布市せんがわ劇場
- 「加害少女の記録(2014.06)」
  - 2014年11月28〜30日 新宿ゴールデン街劇場(予定)

ソロ
- 2009年3月4日　Active group主催「Active Music Fes09 in Zepp Tokyo」総合演出
- 2013年8月18日　グループ・ファーストエース主催　ミュージカル「グリムの森」演出
- 2013年11月20〜24日 劇団みせ者主催「失わなかった者たち」脚本、演出
- 2014年7月15日〜16日 非戦を選ぶ演劇人の会 ピースリーディング vol.17 実行委員

## 出演
テレビ・BS・CATV・インターネット・ネットTV・WEBラジオ等
- 2006年7月　KWRN（神戸Webラジオネットワーク）「J☆STUJIUM」
- 2007年7月7日　BSブランチ(BS-i)
- 2008年　GyaO「アイドルオンエア」ライブチャット
- 2008年9月1日〜　Star☆Createオーディション第41回1stエントリー(総合1位獲得、3rdステージ及びスペシャルステージへ進出）
- 2008年10月2日〜11月8日　アンカフェ・パルス(世田谷WEBテレビ、iTSCOM(CATV))
- 2008年12月7日　ここぷり☆「街角プリンセス」
- 2009年2月13日〜　GyaOバラエティーCH

雑誌
- 2014年7月1日　新日本婦人の会「女性＆運動」(ジェンダーNOW)

モデル
- ワタナベリョウPHOTO&DESIGNストックフォト

イベント
- 2008年12月26日　難波ディグダグ「暴年会」
- 2008年12月27日　野中ひゆ×野溝さやか撮影会 大阪日本橋NECHRiME

## 著書
- 戯曲集「加害少女の記録」

## アプリ等
- CreativeFreaks「ねんしょう！ For Girls」 玖条恣伸 背筋エピソード シナリオ担当